# Крыстевич
Крыстевич (болг. Кръстевич) — село в Болгарии. Находится в Пловдивской области, входит в общину Хисаря. Население составляет 390 человек.

## Политическая ситуация
В местном кметстве Крыстевич, в состав которого входит Крыстевич, должность кмета (старосты) исполняет Румен Иванов Айвазов (партия болгарских коммунистов) по результатам выборов правления кметства.
Кмет (мэр) общины Хисаря — Георги Николов Пирянков (инициативный комитет) по результатам выборов в правление общины.